# Zelda Sears
Zelda Paldi, née le 21 janvier 1873 à Brockway (en) (comté de Saint Clair, Michigan) et morte le 19 février 1935 à Los Angeles (quartier d'Hollywood, Californie), est une actrice, scénariste, dramaturge, parolière et librettiste américaine, connue comme Zelda Sears (du nom de son premier mari).

## Biographie

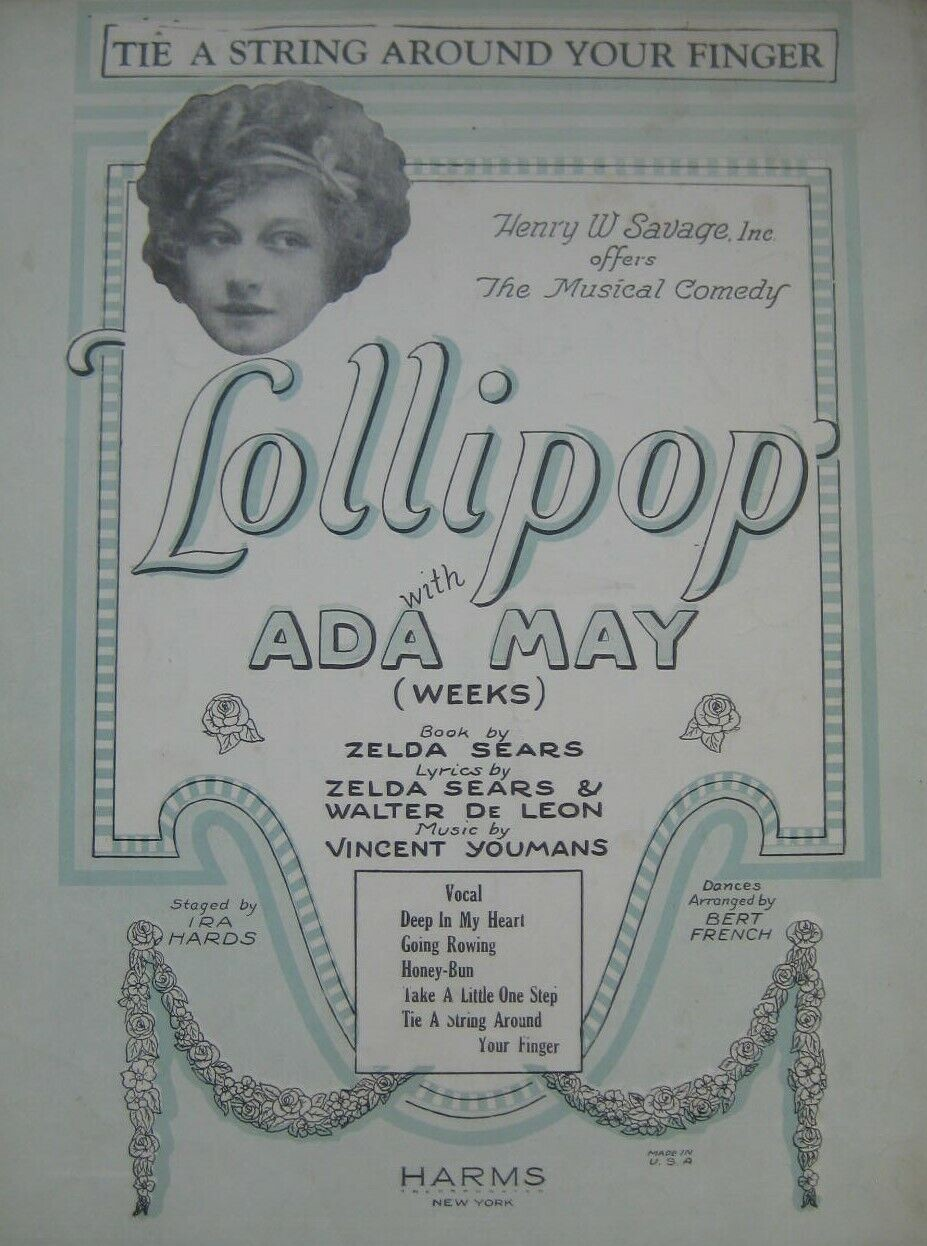
Lollipop (Broadway, 1924), poster promotionnel

Au théâtre, Zelda Sears est notamment active comme actrice, librettiste et parolière à Broadway (New York), où elle débute en 1901 dans la pièce Lover's Lane de Clyde Fitch. Ultérieurement, elle interprète plusieurs fois cet auteur, entre autres dans son adaptation du Voyage de monsieur Perrichon d'Eugène Labiche et Édouard Martin (1905, avec Grant Mitchell et May Robson), puis dans son autre pièce La Vérité (1907, reprise en 1914 avec Ferdinand Gottschalk et Conway Tearle).
Dans le genre de la comédie musicale, elle est par exemple actrice, parolière et librettiste de Lollipop (en) sur une musique de Vincent Youmans (1924). Son ultime contribution à Broadway est pour une autre comédie musicale, Rainbow Rose sur une musique d'Harold A. Levey, dont elle est l'auteur de l'histoire ayant inspiré le livret.
Au cinéma, elle apparaît pour la première fois dans le film muet La Vérité de Lawrence C. Windom (adaptation de la pièce éponyme précitée, 1920, avec Madge Kennedy et Thomas Carrigan). Suit un second (donc dernier) film muet comme actrice, Le Piège de Wallace Worsley (1921, avec Madge Kennedy et Lionel Atwill). 
Par ailleurs, la pièce Cornered (créée à Broadway en 1920, dont elle est coauteur avec Dodson Mitchell) et la comédie musicale The Clinging Vine (créée à Broadway en 1922, avec Irene Dunne et Peggy Wood, dont elle est parolière et librettiste) sont adaptées à l'écran sous les mêmes titres originaux (Cornered de William Beaudine en 1924 et The Clinging Vine (en) de Paul Sloane en 1926). 
Après le passage au parlant, elle joue dans seulement cinq autres films américains, depuis The Bishop Murder Case (en) de David Burton et Nick Grinde (1929, avec Basil Rathbone et Leila Hyams) jusqu'à Une méchante femme de Charles Brabin (1934, avec Mady Christians et Jean Parker, où elle participe au scénario). Entretemps, citons la Divorcée de Robert Z. Leonard (1930, avec Norma Shearer et Chester Morris, où elle contribue aussi au scénario) et L'Inspiratrice de Clarence Brown (1931, avec Greta Garbo et Robert Montgomery). En tout, de Cornered (1924) à Une méchante femme (1934) précités, elle collabore comme scénariste, dialoguiste ou adaptatrice à vingt-sept films.
Zelda Sears meurt à 62 ans début 1935, moins de trois mois après la sortie de son dernier film.

## Théâtre à Broadway (intégrale)

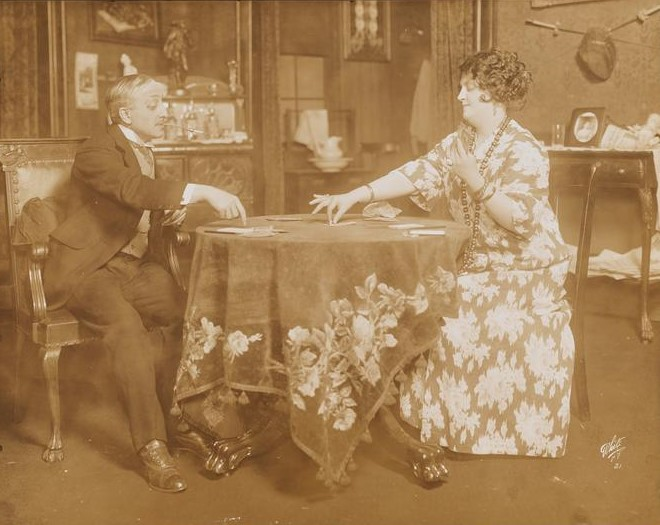
Avec Ferdinand Gottschalk, dans La Vérité (Broadway, 1914)

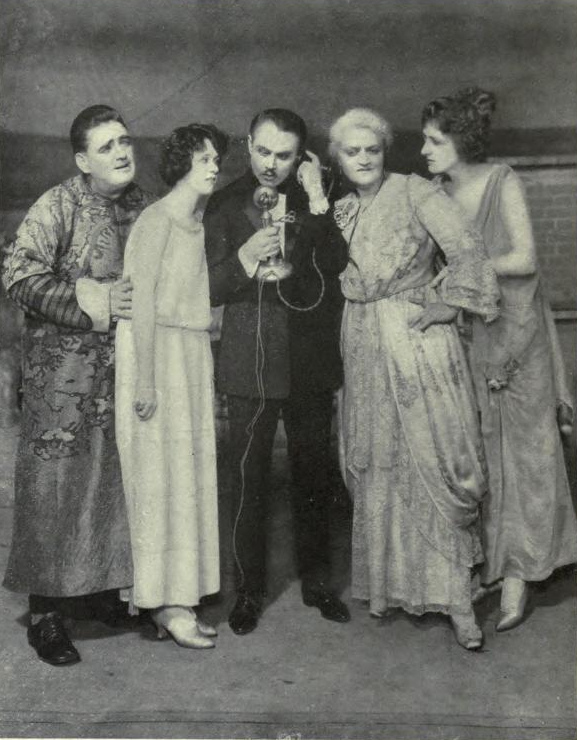
De g. à d. : Herbert Corthell, Edna Hibbard, Charles Ruggles, Zelda Sears et Virginia Hammond, dans Tumble In (Broadway, 1919)

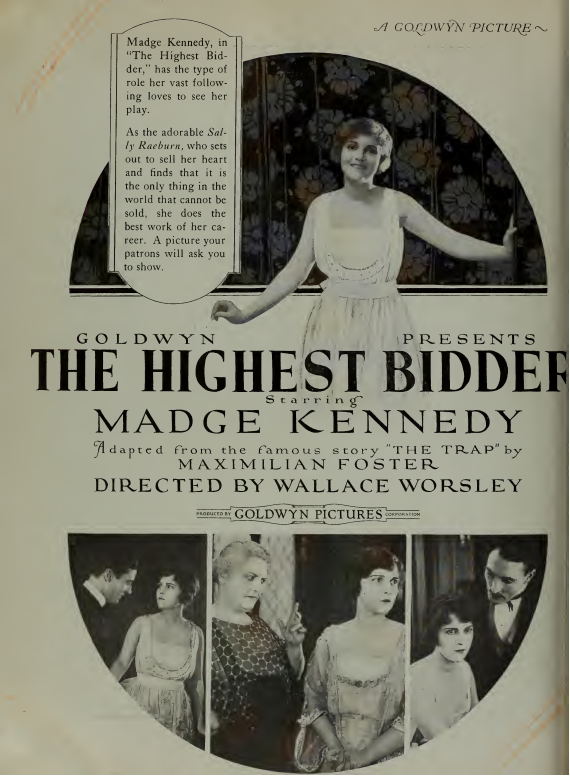
Le Piège (1921), poster promotionnel avec Madge Kennedy et Zelda Sears (en bas au centre)

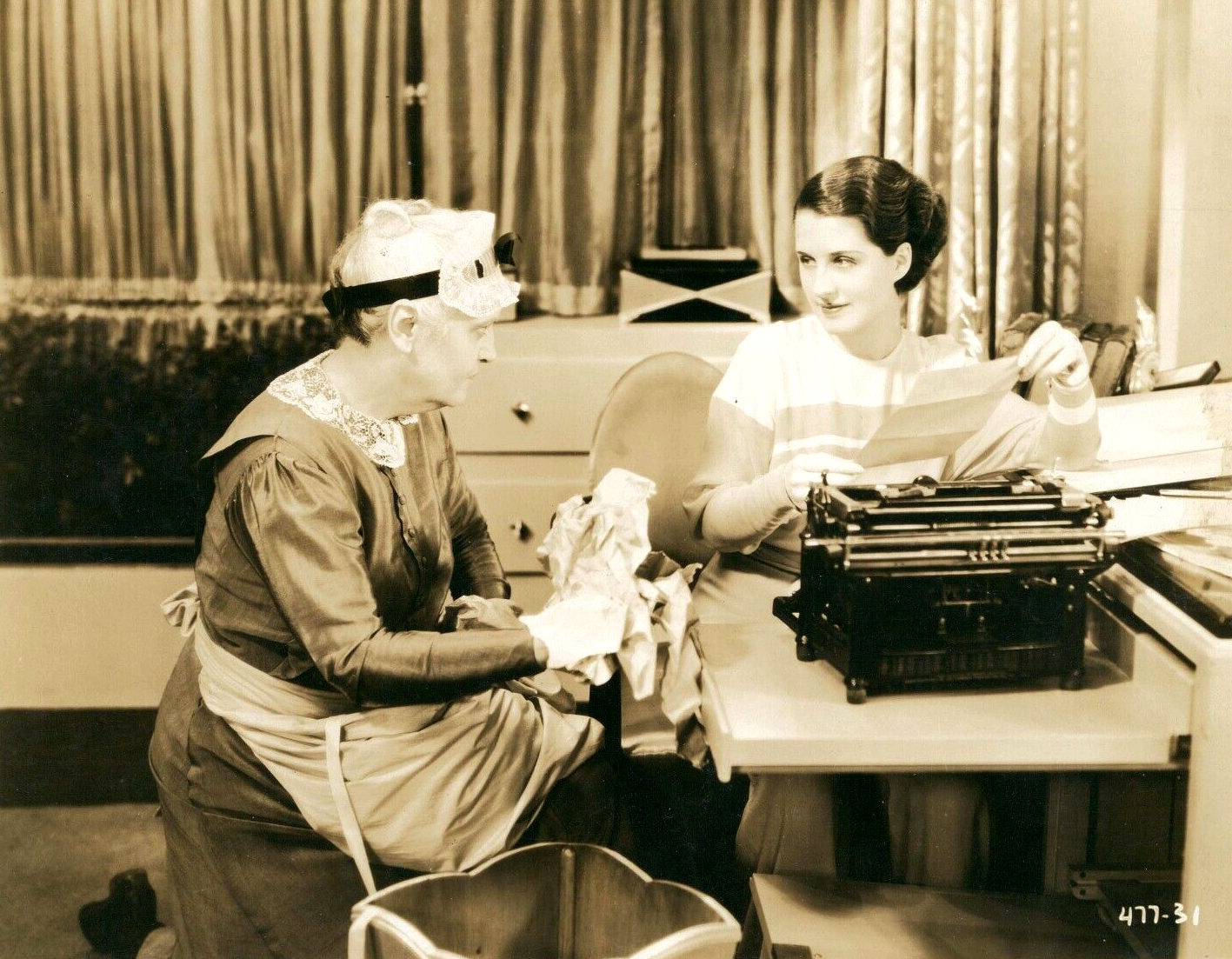
Avec Norma Shearer (à d.), dans La Divorcée (1930)

### Actrice
(sauf mention complémentaire)
- 1901 : Lover's Lane de (et mise en scène par) Clyde Fitch
- 1903-1904 : Glad of It de Clyde Fitch, production de Charles Frohman
- 1904 : The Coronet of the Duchess de (et mise en scène par) Clyde Fitch, production de Charles Frohman
- 1905 : Le Voyage de monsieur Perrichon (Cousin Billy) d'Eugène Labiche et Édouard Martin, adaptation et mise en scène de Clyde Fitch
- 1907 : La Vérité (The Truth) de (et mise en scène par) Clyde Fitch, production de Charles Frohman : Mme Crespigny
- 1908 : Nearly a Hero, comédie musicale, musique de Seymour Furth, paroles d'Edward B. Claypoole et Will Heelan, livret d'Harry B. Smith : Mme Doolittle
- 1908-1909 : Girls de (et mise en scène par) Clyde Fitch : Lucille Purcelle
- 1908-1909 : The Blue Mouse de (et mise en scène par) Clyde Fitch : Mme Llewellyn (remplacement)
- 1910 : The Girl He Couldn't Leave Behind Him de Gustav Kadelburg
- 1910 : Keeping Up Appearances de Butler Davenport
- 1910-1911 : The Next Egg d'Anne Caldwell : Hetty Gandy
- 1914 : La Vérité (The Truth) de Clyde Fitch
- 1914-1915 : The Show Shop de James Forbes
- 1916 : Fast and Grow Fat de George Broadhurst (en)
- 1916-1917 : Captain Kidd, Jr. de Rida Johnson Young[1]
- 1917 : Mary's Ankle de May Tully
- 1919 : Tumble In, comédie musicale, musique de Rudolf Friml, paroles et livret d'Otto Hauerbach : Tante Selina
- 1919-1920 : The Girl in the Limousine de Wilson Collison et Avery Hopwood : Tante Cicely[2]
- 1924 : Lollipop (en), comédie musicale, musique de Vincent Youmans (orchestrée par Robert Russell Bennett) : Mme Gerrity (+ parolière, conjointement avec Walter DeLeon, et librettiste)

### Autres fonctions
- 1920-1921 : Lady Billy, comédie musicale, musique d'Harold A. Levey (parolière et librettiste)
- 1920-1921 : Cornered, pièce (auteur, conjointement avec Dodson Mitchell)
- 1922-1923 : The Clinging Vine, comédie musicale, musique d'Harold A. Levey (orchestrée par Robert Russell Bennett) (parolière et librettiste)
- 1923 : The Magic Ring, comédie musicale, musique d'Harold A. Levey (parolière et librettiste)
- 1925 :  A Lucky Break, pièce (auteur)
- 1926 : Rainbow Rose, comédie musicale, musique et paroles d'Harold A. Levey et Owen Murply, livret de Walter DeLeon (histoire originale)

## Cinéma

### Actrice (intégrale)
(sauf mention complémentaire)
- 1920 : La Vérité (The Truth) de Lawrence C. Windom : Genevieve Crespigny
- 1921 : Le Piège (The Highest Bidder) de Wallace Worsley : Mme Steese
- 1929 : The Bishop Murder Case (en) de David Burton et Nick Grinde : Mme Otto Druker
- 1930 : La Divorcée (The Divorcee) de Robert Z. Leonard : Hannah (+ scénariste)
- 1931 : L'Inspiratrice (Inspiration) de Clarence Brown : Tante Pauline
- 1934 : Vivre et aimer (Sadie McKee) de Clarence Brown : Mme Craney
- 1934 : Une méchante femme (A Wicked Woman) de Charles Brabin : Gram Teague (+ scénariste)

### Autres fonctions (sélection)
- 1924 : Cornered de William Beaudine (adaptation de sa pièce éponyme)
- 1926 : The Clinging Vine (en) de Paul Sloane (adaptation de la comédie musicale éponyme)
- 1931 : Élection orageuse (Politics) de Charles Reisner (scénariste)
- 1931 : Reducing de Charles Reisner (scénariste)
- 1931 : La Courtisane (Her Fall and Rise) de Robert Z. Leonard (dialoguiste)
- 1932 : Mes petits (Emma) de Clarence Brown (scénariste)
- 1933 : Tugboat Annie de Mervyn LeRoy (scénariste)
- 1933 : Le Tourbillon de la danse (Dancing Lady) de Robert Z. Leonard (dialoguiste)
- 1934 : You Can't Buy Everything de Charles Reisner (scénariste)
- 1934 : Agent no  13 (Operator 13) de Richard Boleslawski (scénariste)